# Kanton Dinard
Der Kanton Dinard war von 1790 bis 2015 ein französischer Wahlkreis im Arrondissement Saint-Malo, im Département Ille-et-Vilaine und in der Region Bretagne; sein Hauptort war Dinard. 

## Geschichte
Der Kanton entstand am 15. Februar 1790. Von 1801 bis 2015 gehörten sechs Gemeinden zum Kanton Dinard. Mit der Neuordnung der Kantone in Frankreich wurde der Kanton 2015 aufgelöst und die Gemeinden wechselten zu anderen Kantonen.

## Lage
Der Kanton lag im Nordwesten des Départements Ille-et-Vilaine. 

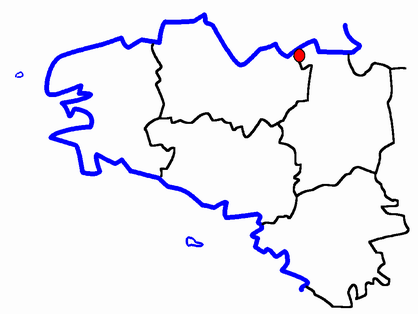
Lage des Kantons Dinard innerhalb der Bretagne

## Gemeinden
| Gemeinde             | Bretonisch           | Einwohner (2022) | Fläche (km²) | Code postal | Code Insee |
| -------------------- | -------------------- | ---------------- | ------------ | ----------- | ---------- |
| Dinard               | Dinarzh              | 10.407           | 7.84         | 35800       | 35093      |
| La Richardais        | Kerricharzh-an-Arvor | 2.624            | 3.14         | 35780       | 35241      |
| Le Minihic-sur-Rance | Minic'hi-Poudour     | 1.499            | 3.91         | 35870       | 35181      |
| Pleurtuit            | Pleurestud           | 7.064            | 29.67        | 35730       | 35228      |
| Saint-Briac-sur-Mer  | Sant-Briag           | 2.228            | 8.06         | 35800       | 35256      |
| Saint-Lunaire        | Sant-Luner           | 2.647            | 10.27        | 35800       | 35287      |
| Kanton               | Dinarzh              | 24.417           | 62.89        | -           | 3510       |

## Bevölkerungsentwicklung des Kantons
| 1962   | 1968   | 1975   | 1982   | 1990   | 1999   | 2006   | 2012   |
| ------ | ------ | ------ | ------ | ------ | ------ | ------ | ------ |
| 17.967 | 17.765 | 18.215 | 19.825 | 21.283 | 22.668 | 23.790 | 24.417 |

## Politik
Der Kanton hatte bis zu seiner Auflösung folgende Abgeordnete im Rat des Départements:  
| Vertreter im conseil général des Départements | Vertreter im conseil général des Départements | Vertreter im conseil général des Départements |
| Amtszeit                                      | Name                                          | Partei                                        |
| --------------------------------------------- | --------------------------------------------- | --------------------------------------------- |
| 1945–1951                                     | Louis Léouffre                                | MRP                                           |
| 1951–1958                                     | Guy La Chambre                                | CNIP                                          |
| 1958–1964                                     | Georges Coudray                               | MRP                                           |
| 1964–1988                                     | Yvon Bourges                                  | UDR, dann RPR                                 |
| 1988–1994                                     | Antoine Launay                                | PS                                            |
| 1994–2008                                     | Charles Thépaut                               | RPR, dann DVD                                 |
| 2008–2015                                     | Michel Penhoët                                | PRG                                           |